# Manhwa

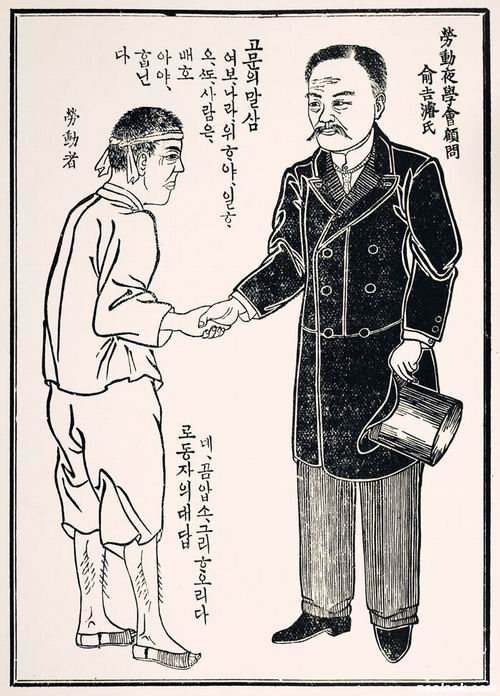
Pierwszy drzeworyt manhwa, wydany w 1908 roku.

Manhwa (kor. 만화) – ogólny termin, którym określa się koreańskie komiksy. Poza Koreą termin ten zazwyczaj odnosi się konkretnie do komiksów południowokoreańskich. Zarówno manhwa jak i manga są spokrewnione z chińską manhua. Manhwy były inspirowane przez klasyczne sztuki Azji, zwłaszcza chińskie. Na rozwój manhw miała wpływ dramatyczna historia współczesnej Korei, w wyniku tego powstało wiele różnorodnych form i gatunków.
Technicznie manhwy przypominają mangę (podobny format, drukowane są w czerni i bieli itd.), przez co są błędnie z nią utożsamiane, jednak manhwy czyta się w porządku europejskim (od lewej do prawej), a mangi odwrotnie. Chociaż manhwy nie są tak znane jak manga, na światowym rynku zaistniało kilka tytułów, np. wydane w Polsce Priest i Ragnarök.